# Lithobius bidens
Lithobius bidens är en mångfotingart som beskrevs av Masatoshi Takakuwa 1939. Lithobius bidens ingår i släktet Lithobius och familjen stenkrypare.
Artens utbredningsområde är Taiwan. Inga underarter finns listade i Catalogue of Life.